# Fortià Szibilla aragóniai királyné
Fortià Szibilla (Fortià, Katalónia, 1350/55 – Barcelona, 1406. november 24.), katalánul: Sibil·la de Fortià, la Fortiana (o Forciana), régies helyesírással: Sibília de Forcià, spanyolul: Sibila de Fortiá, aragóniai bárónő, második házassága révén aragón, valenciai, mallorcai és szárd királyné.

## Élete
Édesapja Fortià Berengár aragóniai báró, édesanyja Palau Franciska.
Szibilla első férje Artal de Foces. Később az ő halála után a szintén özvegy IV. Péter aragóniai király szeretője lett majd a király 1377. október 11-én feleségül vette Szibillát, aki mivel házasságkötésekor még írni-olvasni sem tudott, ami alapvető elvárás volt egy aragón királyné esetében, ezért „gyorstalpalón” megtanították a betűvetésre. Ez a kapcsolat mélyítette el a konfliktust az aragón király és a fiai között, akik 1386-ban az uralkodásának 50. évfordulóján tartott ünnepségek alól kivonták magukat. Házasságukból három gyermek született.
Később mostohafia, János nem volt hajlandó megjelenni apja halálos ágyánál, annyira gyűlölte Szibillát, akit férje halála után száműzött is az udvarból. Barcelonában halt meg.

## Gyermekei
- 1. férjétől, Artal de Foces (–1374) úrtól,[1] Mallorca kormányzójától, nem születtek gyermekei
- 2. férjétől, IV. (Szertartásos) Péter (1319–1387) aragón királytól, 3 gyermek 
  - Alfonz (1376–1377 után), 1377-ben törvényesítve és attól kezdve aragón királyi herceg
  - Péter (1379–1379) aragón királyi herceg
  - Izabella (Erzsébet) (1380–1424), férje II. (Aragóniai) Jakab (1380–1433) urgelli gróf, Aragónia főkormányzója, aragón trónkövetelő, 5 gyermek, többek között:
    - Aragóniai Johanna pradesi grófné